# アルタエロスエナジーズ
アルタエロスエナジーズ（英: Altaeros Energies, Inc.）は、アメリカ合衆国マサチューセッツ州サマービルのGreentown Labs内に拠点を置くMITの大学発ベンチャー企業。MITで研究助手をしていたベン・グラス等によりスピンオフで設立された。

## 概要
空中風力発電機を用いて送電網のない僻地や大規模農園、採掘場、難民キャンプなどに送電する事を目的としており、アラスカ州で認可を受け商業化実証が行われている。

## Buoyant Airborne Turbine
空中風力発電機「Buoyant Airborne Turbine」(略称：BAT)はヘリウムを充填した長さ約10mの風洞型気球を地上300～600mの高さに浮上させ、上空の安定的な風を用いて発電し、3本のケーブルを通じて地上へ送電する仕組みとなっている。
1基あたりの発電能力は最大30KWで、送電ケーブルの長さを調節することで地上からの高さを調整できる。従来の塔型風車の風力発電機は地面に固定するため大規模な工事を必要としていたが、浮遊式は支柱が不要でトレーラーにより24時間以内に素早く設置が可能。またコスト面で優位とされ例えばアラスカで運用する場合、ディーゼルエンジン発電は1KWhあたり1ドルかかるが、BATは18セントで発電できるとされている。100mph(約44m/s)の強風の中でも運用可能で落雷のエネルギーも受け流すことができ、台風やハリケーンといった想定外の激しい暴風が予想される場合は自動制御システムにより地上に退避される。

## SuperTower
BATを用いた低コストな僻地のブロードバンド環境の整備も進められている。BATを用い従来の鉄塔より高い高度800フィートから電波を飛ばすと伝搬損失は小さくなり従来の鉄塔型基地局と比較して30倍のエリアカバレッジのLTEおよび5Gネットワークが提供できるとされ、コストは従来の半分でエネルギー消費は70％抑えられると紹介されている。現在はエリクソンと提携しLTE基地局の実証実験を行っている。

## 沿革
- 2010年1月 - Altaeros Energies設立
- 2011年10月25日 - コノコフィリップス2011 Energy Prizeを受賞[9]
- 2012年3月27日 - メイン州で高度350フィート(106m)以上の実証実験[10][11]
- 2014年
  - 3月21日 - Alaska Energy Authorityより13万ドル出資を受け[12]、アラスカ州フェアバンクスで高度1000フィート(305m)上空の実証実験[13]
  - 5月15日 - MITが空中風力発電機「Buoyant Air Turbine」を発表[14]
  - 12月5日 - ソフトバンクから700万ドル出資を受ける[15]
- 2015年8月27日 - 三菱重工業とスヘイル・バウワン・グループから数億円規模の出資を受ける[16]
- 2017年8月8日 - ソフトバンクから750万ドル出資を受ける[17]
- 2018年2月15日 - 「SuperTower」を発表[18]